# フランシス E.ワーレン空軍基地
フランシス E.ワーレン空軍基地（フランシス E.ワーレンくうぐんきち、英: Francis E. Warren Air Force Base）は、ワイオミング州シャイアンに位置するアメリカ空軍の基地である。LGM-30G大陸間弾道ミサイルを運用する第90ミサイル航空団が所在している。

## 概要
1867年にアメリカ陸軍は、ユニオン・パシフィック鉄道をインディアンから守るため、シャイアンの西にフォートラッセルを設営した。1936年にフォートフランシス E.ワーレンへ名称変更され、第二次世界大戦勃発後は陸軍兵士の訓練基地として使用された。第二次世界大戦後、ワシントン州スポケーンのガイガーフィールドから航空技術訓練センターが移駐、アメリカ陸軍からアメリカ空軍が独立後に基地はフランシス E.ワーレン空軍基地に名称変更された。
1958年2月1日、フランシス E.ワーレン空軍基地は戦略航空軍団の基地となり、同年2月13日に第706戦略ミサイル航空団が新編された。1960年8月にSM-65D大陸間弾道ミサイルの運用が可能となり、1961年には第389戦略ミサイル航空団が編制され、第706戦略ミサイル航空団から人員とSM-65Dの運用を引き継いだ。1963年7月、第90ミサイル航空団が再編成され、SM-65に代わってLGM-30B大陸間弾道ミサイルの運用が開始された。
1973年6月からLGM-30G大陸間弾道ミサイルの配備が開始されたほか、1985年にはLGM-118A大陸間弾道ミサイルが配備され、1986年12月30日から運用が開始された。なお、LGM-118Aは第一次戦略兵器削減条約（START I）により2005年9月に運用終了した。
1993年にカリフォルニア州ヴァンデンバーグ空軍基地から第20空軍が移駐した。
フランシス E.ワーレン空軍基地は1989年7月14日に土壌汚染等によって、軍事スーパーファンド・サイトに登録されている。

## 所在部隊
第20空軍隷下
- 第90ミサイル航空団
  - 第90作戦群（英語版）
    - 第319ミサイル飛行隊（英語版） - LGM-30G
    - 第320ミサイル飛行隊（英語版） - LGM-30G
    - 第321ミサイル飛行隊（英語版） - LGM-30G

  - 第90整備群
    - 第90整備運用中隊
    - 第90ミサイル整備中隊
    - 第90弾薬中隊
    - 整備品質保証課

  - 第90医療群
    - 第90医療運用中隊
    - 第90医療支援中隊

  - 第90任務支援群
    - 第90施設中隊
    - 第90通信中隊
    - 第90契約中隊
    - 第90福利厚生中隊
    - 第90兵站即応中隊

  - 第90警備群
    - 第90ミサイル警備中隊
    - 第790ミサイル警備中隊
    - 第90警備中隊
    - 第90警備支援中隊

  - 第582ヘリコプター群（英語版）
    - 第37ヘリコプター飛行隊（英語版） - UH-1N
    - 第582運用支援中隊

ワイオミング空軍州兵隷下
- 第153空輸航空団（英語版）
  - 第153指揮統制中隊（英語版）